# 雲斑裸頰鰕虎
雲斑裸頰鰕虎（学名：Acentrogobius nebulosus）为輻鰭魚綱鰕虎鱼目鰕虎亞目鰕虎科細棘鰕虎魚屬下的一个种。该物种栖息深度为0米至15米，体长可达18公分。

## 扩展阅读
- 維基物種上的相關：雲斑裸頰鰕虎
- WoRMS数据：http://www.marinespecies.org/aphia.php?p=taxdetails&id=312542 （页面存档备份，存于）